# Galina Višněvská (biatlonistka)
Galina Višněvská-Šeporenková, za svobodna Galina Alexandrovna Višněvská (rusky Галина Александровна Вишневская, * 10. února 1994 Semej) je kazachstánská biatlonistka.
Narodila se ve městě Semej. Váží 60 kilogramů a měří 163 centimetrů. V dětství se věnovala fotbalu a až v roce 2008, ve svých 14 letech, začala s biatlonem. Největších úspěchů dosáhla na juniorské scéně.

## Výsledky

### Olympijské hry a mistrovství světa
| Sezóna  | Akce | Místo                | SP           | SZ           | HZ           | IZ           | ŠT           | SŠT          | SZD          | Věk          |
| ------- | ---- | -------------------- | ------------ | ------------ | ------------ | ------------ | ------------ | ------------ | ------------ | ------------ |
| 2013/14 | ZOH  | Soči                 | 63.          | –            | –            | 40.          | 11.          | –            | ×            | 20 let       |
| 2014/15 | MS   | Kontiolahti          | nestartovala | nestartovala | nestartovala | nestartovala | nestartovala | nestartovala | ×            | 21 let       |
| 2015/16 | MS   | Oslo                 | 24.          | 25.          | 22.          | 24.          | 8.           | 15.          | ×            | 22 let       |
| 2016/17 | MS   | Hochfilzen           | 86.          | –            | –            | 21.          | 12.          | –            | ×            | 23 let       |
| 2017/18 | ZOH  | Pchjongčchang        | 30.          | 20.          | –            | 45.          | 14.          | 18.          | ×            | 24 let       |
| 2018/19 | MS   | Östersund            | 68.          | –            | –            | 44.          | 18.          | –            | 18.          | 25 let       |
| 2019/20 | MS   | Anterselva           | 66.          | –            | –            | 9.           | 18.          | 22.          | 22.          | 26 let       |
| 2020/21 | MS   | Pokljuka             | 73.          | –            | –            | 25.          | 20.          | 27.          | 17.          | 27 let       |
| 2021/22 | ZOH  | Peking               | 52.          | 52.          | –            | 44.          | –            | –            | ×            | 28 let       |
| 2022/23 | MS   | Oberhof              | nestartovala | nestartovala | nestartovala | nestartovala | nestartovala | nestartovala | nestartovala | nestartovala |
| 2023/24 | MS   | Nové Město na Moravě | 43.          | 53.          | –            | 24.          | 18.          | 21.          | 23.          | 30 let       |
| 2024/25 | MS   | Lenzerheide          | 86.          | —            | –            | 86.          | 22.          | 23.          | –            | 31 let       |

Poznámka: Výsledky z mistrovství světa se započítávají do celkového hodnocení světového poháru, výsledky z olympijských her se nezapočítávají.

## Kariéra
Nikdy se nedostala na stupně vítězů. Jejím kariérním maximem je 4. místo z hromadného startu v Oberhofu ze sezóny 2016-17.
| Sezóna  | Stupně vítězů | pozice ve SP | body     |
| ------- | ------------- | ------------ | -------- |
| 2011-12 | 0 medailí     | Nebodovala   | 0 bodů   |
| 2012-13 | 0 medailí     | Nebodovala   | 0 bodů   |
| 2013-14 | 0 medailí     | 86. pozice   | 16 bodů  |
| 2014-15 | 0 medailí     | Nebodovala   | 0 bodů   |
| 2015-16 | 0 medailí     | 41. pozice   | 158 bodů |
| 2016-17 | 0 medailí     | 20. pozice   | 429 bodů |
| 2017-18 | 0 medailí     | 30. pozice   | 258 bodů |